# 星置車站
星置車站（日语：／ Hoshioki eki */?）是一由北海道旅客鐵道（JR北海道）所經營的鐵路車站，位於日本北海道札幌市手稻區星置，是JR北海道函館本線沿線車站之一，屬於JR北海道本社（札幌總部）的直轄範圍，其站務管理是委託由JR北海道的子公司北海道JR服務網（北海道ジェイ・アール・サービスネット）執行，是個業務委託車站。
名稱來源於阿伊努語的「pes-poki」，意思是懸崖之下。

## 車站結構
對向式月台2面2線（月台長：180m）的跨站式站房。

### 月台配置
| 月台 | 路線      | 方向 | 目的地                             |
| ---- | --------- | ---- | ---------------------------------- |
| 1    | ■函館本線 | 上行 | 星見、小樽方向                     |
| 2    | ■函館本線 | 下行 | 手稻、札幌、岩見澤、新千歲機場方向 |

## 相鄰車站
北海道旅客鐵道（JR北海道）
■函館本線
■快速「機場」、「Niseko Liner」
通過
■區間快速「石狩Liner」、■普通
星見（S10）－星置（S09）－稻穗（S08）